# شهرستان وارن (تنسی)
شهرستان وارن، تنسی (به انگلیسی: Warren County, Tennessee) یک سکونتگاه مسکونی در ایالات متحده آمریکا است که در تنسی واقع شده‌است.

## خصوصیات
شهرستان وارن ۱٬۱۲۴ کیلومترمربع مساحت دارد.